# Yutaka Ozaki
Yutaka Ozaki (尾崎 豊) (29 novembre 1965 – 25 aprile 1992) è stato un musicista giapponese.

## Discografia

### Singoli
- "Jugo no Yoru" - A night at Fifteen (15の夜, 1983)
- "Junanasai no Chizu" - Seventeen's Map (十七歳の地図, 1984)
- "Hajimari-sae Utaenai" - Can't Sing Even the Beginning (はじまりさえ歌えない, 1984)
- "Sotsugyou" - Graduation (卒業, 1985)
- "Driving All Night" (1985)
- "Kaku" - Core (核, 1987)
- "Taiyō no Hahen" - Debris of the Sun(太陽の破片, 1988)
- "Love Way" (1990)
- "Tasogare-yuku Machi-de" - 57th Street (黄昏ゆく街で, 1990)
- "Eien no Mune" - Eternal Heart (永遠の胸, 1991)
- "I Love You" (1991)
- "Kegareta Kizuna" - Bond (汚れた絆, 1992)
- "OH MY LITTLE GIRL" (1994) – postumo

### Album
- Juunanasai no Chizu - Seventeen's Map (十七歳の地図, 1983)
- Kaikisen - Tropic of Graduation (回帰線, 1985)
- Kowareta Tobira kara - Through the Broken Door (壊れた扉から, 1985)
- Gairoju - Trees Lining a Street (街路樹, 1988)
- Tanjou - Birth (誕生, 1990)
- Hounetsu e no Akashi - Confession for Exist (放熱への証, 1992)

### Compilation
- Aisu-beki Mono Subete-ni - For All My Loves (愛すべきものすべてに, 1996)
- Artery & Vein – The Very Best of Yutaka Ozaki (1999)
- 13/71 – The Best Selection (2004)

### Album dal vivo
- Last Teenage Appearance – The Myth of Yutaka Ozaki (1987)
- Yakusoku no Hi Vol.1 – The Day vol.1 (約束の日 Vol.1, 1993)
- Yakusoku no Hi Vol.2 – The Day vol.2 (約束の日 Vol.2, 1993)
- Missing Boy (1997)
- Osaka Stadium on August 25 in 1985 Vol.1 (1998)
- Osaka Stadium on August 25 in 1985 Vol.2 (1998)